# Johannes Crucius
Ne pas confondre avec Jean de la Croix.
Johannes Crucius, ou Jean de la Croix, né à Lille en 1560 et mort à Haarlem le 7 février 1625, est un théologien protestant néerlandais de langue française (wallon).

## Biographie
Johannes Crucius est le fils de Jacobus de la Croix, prédicateur wallon de Middelburg. Il étudie à Genève, à Heidelberg et à l'Université de Leyde.
En 1590, il est choisi pour succéder à Jean Taffin en tant que pasteur wallon à Haarlem.
En 1618 et 1619, il est l'un des représentants de l'église wallonne au Synode de Dordrecht. Il se fait connaître pour ses traductions du latin et du néerlandais en français d'œuvres religieuses, notamment les écrits d'Antoine de Waele. Il est mort à Haarlem. Sa tombe se trouve dans l'église wallonne de Haarlem.
Il épouse Elisabeth Stoock. Ils ont pour enfants : Jacobus, qui devient médecin, Nicolaas (1595-1643) et Johannes (1598-1666) qui sont pasteurs comme leur père.